# Білий російський (коктейль)

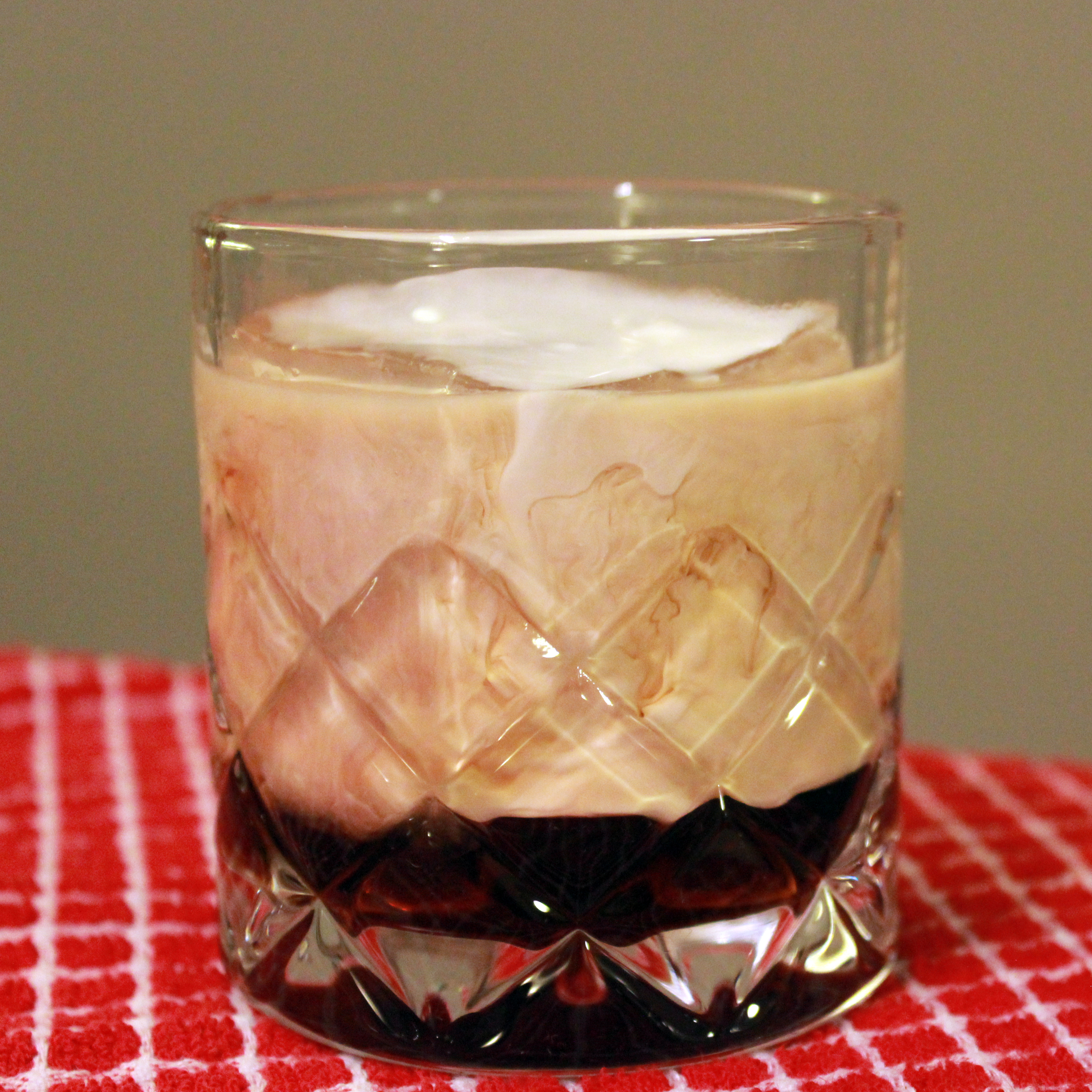
Незмішаний Білий російський

Білий російський (англ. White Russian) — коктейль на основі горілки, кавового лікеру (як-от Калуа чи Tia Maria) та вершків, який подають з льодом та у олд-фешн склянці. Замість вершків часто використовують молоко.

## Історія
Традиційний коктейль, відомий як чорний російський, що вперше з'явився 1949 році, з додаванням вершків стає білим російським. Жоден з цих двох напоїв не походить із Росії, проте їх так названо через основний інгредієнт — горілку. Достеменно невідомо, який із двох напоїв був першим.
Оксфордський словник англійської мови звертається до першого згадування слів «білий російський» у сенсі коктейлю, що в каліфорнійській газеті Oakland Tribune за 21 листопада 1965 року. Його розмістили як вставку: «Білий російський. По 1 унції Southern, горілки, вершків», де під Southern малася на увазі марка кавового лікеру Coffee Southern виробництва Southern Comfort.
Напій довгий час уважався банальним і невигадливим. Популярності білому російському надав вихід у світ стрічки Великий Лебовський (1998 рік). Літературний критик Крейґ Овенс зауважив, що назва коктейлю та його недбале приготування відображають нові ліві політичні погляди й вихолощену мужність головного героя фільму.

## Приготування
Як і з багатьома коктейлями, існують різні варіанти приготування напою, залежно від рецептів та стилю конкретних барів чи барменів. У найбільш поширених різновидах коригують кількість горілки чи кавового лікеру. Також звичним є збивання вершків задля того, аби вони загусли перед додаванням у склянку.

### Варіації
Існує чимало варіантів цього коктейлю, як місцевих, так і загальновідомих, наприклад, білий канадський (на основі козячого молока), анна курникова (названий на честь тенісистки; готують зі збираного молока, тобто це такий собі знежирений білий російський), білий кубинський (замість горілки — ром), брудний російський (замість вершків — шоколадне молоко).